# CRAL-TRIO domen
CRAL-TRIO domen je proteinski strukturni domen koji vezuje male lipofilne molekule.  Taj domen je dobio ime po ćelijskom proteinu koji vezuje retinaldehid (CRALBP) i TRIO faktoru razmene guanina.
 protein nosi 11-cis-retinol ili 11-cis-retinaldehid. On posreduje interakciju retinoida sa enzimima vizuelnog ciklusa. TRIO učestvuje u koordinaciji aktinskog remodelovanja, koje je neophodno za ćelijsku migraciju i rast.
Drugi članovi familije su alfa-tokoferolni transfer protein i fosfatidilinozitol-transfer protein (Sec14). Oni transportuju supstrate (alfa-tokoferol i fosfatidilinozitol ili fosfatidilholin, respektivno) između raznih intraćelijskih membrana. Familija takođe obuhvata guanin nukleotidni faktor razmene koji može da funkcioniše kao efektor RAC1 malog G-proteina.
N-terminalni domen kvaščanog ECM25 proteina sadrži CRAL-TRIO domen.

## Struktura
protein je bio prvi CRAL-TRIO domen čija struktura je određena. Struktura sadrži nekoliko alfa heliksa kao i beta ravan koja se sastoji od 6 lanaca. Lanci 2, 3, 4 i 5 formiraju paralelnu beta ravan, dok su lanci 1 i 6 antiparalelni. Struktura takoše ima hidrofobno mesto vezivanja lipida.

## Spoljašnje veze
- orijentacija proteina u membranama families/superfamily-129 -